# Peter Plys - Nye eventyr i Hundredemeterskoven
Peter Plys - Nye eventyr i Hundredemeterskoven (eng: Winnie The Pooh) er en amerikansk tegnefilm fra 2011.

## Medvirkende
| Figur       | Original stemme        | Dansk stemme                  |
| ----------- | ---------------------- | ----------------------------- |
| Peter Plys  | Jim Cummings           | Donald Andersen               |
| Tigerdyr    | Jim Cummings           | Torben Zeller                 |
| Grisling    | Travis Oates           | Lars Thiesgaard               |
| Ninka Ninus | Tom Kenny              | Jens Zacho Böye               |
| Ugle        | Craig Ferguson         | Niels Weyde                   |
| Æsel        | Bud Luckey             | Nis Bank-Mikkelsen            |
| Jakob       | Jack Boulter           | Laurids Skovgaard Andersen    |
| Kængu       | Kristen Anderson-Lopez | Tammi Øst                     |
| Kængubarn   | Wyatt Hall             | Oscar La Cour Bødtcher-Jensen |
| Hr. Straks  | Huell Howser           | Sebastian Klein               |
| Fortælleren | John Cleese            | Jørgen Teytaud                |